# Département de Languiñeo
Le département de Languiñeo est une des 15 subdivisions de la province de Chubut en Argentine. Son chef-lieu est la petite cité touristique de Tecka.
Le département a une superficie de 15 339 km2.

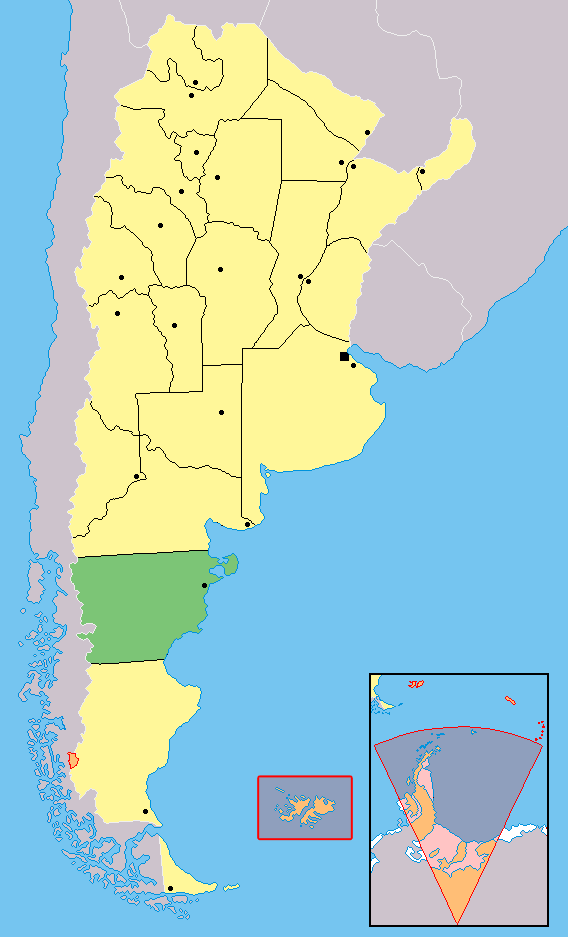
Localisation de la province de Chubut.

## Population
Sa population était de 3 573 habitants, selon le recensement de 2001. Selon les résultats provisoires du recensement de 2010 publiés par l'INDEC argentin, en 2010, il avait 3 664 habitants.

## Localités
- Carrenleufú
- Colan Conhué
- Pampa de Agnia
- Paso del Sapo
- Piedra Parada
- Tecka, chef-lieu